# ProA 2011/12
Die Saison 2011/12 ist die fünfte Spielzeit der deutschen Basketball-Spielklasse ProA. Die ProA ist die erste Staffel der hierarchisch strukturierten 2. Basketball-Bundesliga. Die reguläre Saison begann am 24. September 2011 und endete am 31. März 2012. Die erstmals durchgeführten Play-offs um den Aufstieg sowie den Meistertitel dauerten vom 5. April 2012 bis zum 6. Mai 2012.

## Modus
An der Liga nahmen 16 Mannschaften teil, die eine reguläre Saison als Rundenturnier im Modus „Jeder gegen Jeden“ mit Hin- und Rückspiel spielten. Die acht in der Abschlusstabelle bestplatzierten Teams spielten in den Play-offs im Modus „Best-of-Five“ zwei Finalteilnehmer aus, die damit das sportliche Teilnahmerecht an der Basketball-Bundesliga (BBL) erwarben, welches sie bei Erteilung einer BBL-Lizenz auf Basis wirtschaftlicher und infrastruktureller Kriterien zum Aufstieg in die BBL berechtigte. Die Finalteilnehmer spielten zudem in Hin- und Rückspiel den Meister dieser Spielklasse aus. Die beiden schlechtesten Teams stiegen in die untere Staffel ProB der zweiten Liga ab.

### Anforderungen
Die teilnehmenden Teams mussten wie in der Vorjahressaison einen Mindestetat von 350.000 Euro nachweisen und eine Spielstätte mit einer Kapazität für 1.500 Zuschauer.
Während des Spieles mussten pro Mannschaft immer zwei deutsche Spieler auf dem Spielfeld stehen, die deutschen Spieler waren mit einer deutschen Flagge auf den Trikots markiert.
Es konnten maximal 18 Spieler je Saison und Team eingesetzt werden. Davon mussten mindestens neun die deutsche Staatsangehörigkeit besitzen. Von den maximal zwölf je Spiel einsetzbaren Spielern mussten mindestens sechs Deutsche sein. Es gab Doppellizenzen für Spieler der Altersklasse U24 mit der Basketball-Bundesliga (BBL) und für U22-Spieler aus den Regionalligen (und darunter). Diese Spieler zählten nicht zu den 18 maximal einsetzbaren Spielern, wohl aber zur nationalen Quote (sofern sie deutsch sind).

## Saisonnotizen
- Absteiger aus der Basketball-Bundesliga 2010/11 waren die Giants Düsseldorf und der Mitteldeutsche BC (MBC).
- Die Aufsteiger aus der ProB 2010/11 waren: erdgas Ehingen/Urspringschule und die BG Leitershofen/Stadtbergen sowie als „Nachrücker“ der Nürnberger BC, alle aus der ProB Gruppe Süd
- Trotz sportlicher Qualifikation und vorläufiger Lizenzerteilung verzichteten die Dragons Rhöndorf und UBC Hannover Tigers auf eine weitere Teilnahme an der ProA und spielten in der ProB 2011/12. Da es mit dem Nürnberger BC nur einen Nachrücker gab, spielte die ProA in dieser Spielzeit mit nur fünfzehn Mannschaften.[2][3]
- Bei der Punktevergabe für die Tabelle wurden nur noch zwei Siegpunkte gezählt, einzelne Punkte für Niederlagen wurden nicht mehr vergeben.
- Nur vier ProA-Vereine nahmen während der Saison am BBL-Lizenzierungsverfahren teil.[4] Nachdem die BG Karlsruhe die Play-offs verpassten, zogen sie sich vom Lizenzverfahren zurück. Im Lizenzverfahren erhielt einzig Erstliga-Absteiger MBC die notwendige Lizenz zum Aufstieg[5] und war damit in den Play-offs der einzige Teilnehmer, der sich ein tatsächliches Aufstiegsrecht erspielen konnte.
- Es wurde nach dem Ende der Hauptrunde erstmals wieder eine „Postseason“ gespielt, die es zuletzt in der ursprünglichen 2. Basketball-Bundesliga bis zum Jahr 2000 gegeben hatte in Form von Auf- und Abstiegsrunden beziehungsweise in den 1990er Jahren auch in Form von Relegationsrunden mit Erstligisten. Wie im Jahr zuvor in der ProB 2010/11 wurden „Best-of-Five“-Play-offs eingeführt zwischen den besten acht Mannschaften der ProA-Abschlusstabelle, die zwei sportlich aufstiegsberechtigte Mannschaften sowie in einem Final-Hin- und Rückspiel den ProA-Meister 2012 ermittelten.
- Erstliga-Absteiger MBC wurde Hauptrundenerster und erreichte das Finale der Play-offs, in denen man sich knapp im Finalrückspiel vor heimischem Publikum mit 81:73 und einem addierten Vorsprung von nur zwei Punkten gegen die Kirchheim Knights durchsetzte. Für den MBC war es die zweite ProA-Meisterschaft nach 2009; er ist damit die erste Mannschaft, die bei fünf Austragungen der ProA die Meisterschaft zum zweiten Mal erringen konnte.
- Am 13. Spieltag beim 92:90-Auswärtssieg bei den Crailsheim Merlins erzielte Gary Johnson von den Chemnitz Niners am 3. Dezember 2011 das erste und einzige Triple-Double der Spielzeit mit 27 Punkten, 14 Rebounds und 12 Assists.[6] Bei den Double-Doubles führte Justin Howard von der BG Karlsruhe die Statistik mit 15 in 25 Spielen an.

## Tabelle
|  | = Play-off-Plätze |
|  | = Abstiegsplätze  |

| \| # \| Team \| Siege \| Niederlagen \| Punkte \| Korbpunkte \| \| -- \| ----------------------------------- \| ----- \| ----------- \| ------ \| ---------- \| \| 1 \| Mitteldeutscher Basketball Club (A) \| 23 \| 5 \| 46 \| 2435:2169 \| \| 2 \| Kirchheim Knights \| 18 \| 10 \| 36 \| 2353:2172 \| \| 3 \| BV Chemnitz 99 \| 18 \| 10 \| 36 \| 2075:2011 \| \| 4 \| Crailsheim Merlins \| 17 \| 11 \| 34 \| 2287:2233 \| \| 5 \| webmoebel Baskets \| 16 \| 12 \| 32 \| 2460:2411 \| \| 6 \| Gloria GIANTS Düsseldorf (A) \| 15 \| 13 \| 30 \| 2058:2005 \| \| 7 \| ETB Wohnbau Baskets \| 14 \| 14 \| 28 \| 2204:2245 \| \| 8 \| Science City Jena \| 14 \| 14 \| 28 \| 2263:2231 \| \| 9 \| BG Karlsruhe \| 14 \| 14 \| 28 \| 2330:2336 \| \| 10 \| USC Heidelberg \| 13 \| 15 \| 26 \| 2464:2415 \| \| 11 \| erdgas Ehingen/Urspringschule (N) \| 12 \| 16 \| 24 \| 2086:2139 \| \| 12 \| Nürnberger BC (N) \| 11 \| 17 \| 22 \| 2248:2287 \| \| 13 \| Cuxhaven BasCats \| 10 \| 18 \| 20 \| 2214:2386 \| \| 14 \| Saar-Pfalz Braves \| 8 \| 20 \| 16 \| 2208:2356 \| \| 15 \| TOPSTAR Kangaroos (N) \| 7 \| 21 \| 14 \| 2199:2488 \| |                                     |       |             |        |            |
| # | Team                                | Siege | Niederlagen | Punkte | Korbpunkte |
| 1 | Mitteldeutscher Basketball Club (A) | 23    | 5           | 46     | 2435:2169  |
| 2 | Kirchheim Knights                   | 18    | 10          | 36     | 2353:2172  |
| 3 | BV Chemnitz 99                      | 18    | 10          | 36     | 2075:2011  |
| 4 | Crailsheim Merlins                  | 17    | 11          | 34     | 2287:2233  |
| 5 | webmoebel Baskets                   | 16    | 12          | 32     | 2460:2411  |
| 6 | Gloria GIANTS Düsseldorf (A)        | 15    | 13          | 30     | 2058:2005  |
| 7 | ETB Wohnbau Baskets                 | 14    | 14          | 28     | 2204:2245  |
| 8 | Science City Jena                   | 14    | 14          | 28     | 2263:2231  |
| 9 | BG Karlsruhe                        | 14    | 14          | 28     | 2330:2336  |
| 10 | USC Heidelberg                      | 13    | 15          | 26     | 2464:2415  |
| 11 | erdgas Ehingen/Urspringschule (N)   | 12    | 16          | 24     | 2086:2139  |
| 12 | Nürnberger BC (N)                   | 11    | 17          | 22     | 2248:2287  |
| 13 | Cuxhaven BasCats                    | 10    | 18          | 20     | 2214:2386  |
| 14 | Saar-Pfalz Braves                   | 8     | 20          | 16     | 2208:2356  |
| 15 | TOPSTAR Kangaroos (N)               | 7     | 21          | 14     | 2199:2488  |

(A) = Absteiger aus der Basketball-Bundesliga /
(N) = Neuling und Aufsteiger aus der ProB

## Durchschnittliche Zuschauerzahlen
| Stadt          | Besucher | Kapazität | Auslastung | Vorjahr | Entwicklung |
| -------------- | -------- | --------- | ---------- | ------- | ----------- |
| Augsburg       | 834      | 3.000     | 27,8 %     | 587     | ProB        |
| Chemnitz       | 1.754    | 2.624     | 66,8 %     | 1.709   | 2,6 %       |
| Crailsheim     | 1.379    | 1.777     | 77,6 %     | 1.339   | 3,0 %       |
| Cuxhaven       | 1.001    | 1.513     | 66,2 %     | 1.050   | −4,7 %      |
| Düsseldorf     | 1.647    | 3.387     | 48,6 %     | 2.036   | BBL         |
| Ehingen        | 738      | 1.500     | 49,2 %     | 658     | ProB        |
| Essen          | 1.094    | 2.850     | 38,4 %     | 910     | 20,2 %      |
| Heidelberg     | 921      | 1.500     | 61,4 %     | 755     | 22,0 %      |
| Homburg (Saar) | 879      | 3.070     | 28,6 %     | 909     | −3,3 %      |
| Jena           | 947      | 1.500     | 63,1 %     | 1.016   | −6,8 %      |
| Karlsruhe      | 1.536    | 5.400     | 28,4 %     | 1.703   | −9,8 %      |
| Kirchheim      | 1.024    | 1.800     | 56,9 %     | 880     | 16,3 %      |
| Nürnberg       | 1.082    | 2.140     | 50,6 %     | 988     | ProB        |
| Paderborn      | 1.324    | 2.500     | 53,0 %     | 1.170   | 13,2 %      |
| Weißenfels     | 2.225    | 3.000     | 74,2 %     | 2.241   | BBL         |
| Gesamt         | 1.226    | 2.504     | 49,0 %     | 1.426   | −14,0 %     |

## Führende der Mannschaftsstatistiken der Hauptrunde
Defensiv beste Mannschaft: Gloria GIANTS Düsseldorf (2005 Punkte, ⌀ 71,6 pro Spiel)

Defensiv schlechteste Mannschaft: TOPSTAR Kangaroos (2488 Punkte, ⌀ 88,9 pro Spiel)
Offensiv beste Mannschaft: USC Heidelberg (2464 Punkte, ⌀ 88 pro Spiel)

Offensiv schlechteste Mannschaft: Gloria GIANTS Düsseldorf (2058 Punkte, ⌀ 73,5 pro Spiel)

## Play-offs
|  | Viertelfinale | Viertelfinale | Viertelfinale | Viertelfinale | Viertelfinale | Viertelfinale | Viertelfinale |            |           | Halbfinale | Halbfinale | Halbfinale | Halbfinale | Halbfinale | Halbfinale | Halbfinale |  |  | Finale5 | Finale5 | Finale5 | Finale5 | Finale5 | Finale5 | Finale5 |
|  |               |               |               |               |               |               |               |            |           |            |            |            |            |            |            |            |  |  |         |         |         |         |         |         |         |
|  | 1             | Weißenfels    | 83            | 78            | 88            |               |               |            |           |            |            |            |            |            |            |            |  |  |         |         |         |         |         |         |         |
|  | 8             | Jena          | 67            | 55            | 60            |               |               |            |           |            |            |            |            |            |            |            |  |  |         |         |         |         |         |         |         |
|  | 8             | Jena          | 67            | 55            | 60            | 1             | Weißenfels    | 98         | 73        | 99         | 84         |            |            |            |            |            |  |  |         |         |         |         |         |         |         |
|  |               |               |               |               |               |               |               | 98         | 73        | 99         | 84         |            |            |            |            |            |  |  |         |         |         |         |         |         |         |
|  |               | 4             | Crailsheim    | 68            | 85            | 95            | 75            |            |           |            |            |            |            |            |            |            |  |  |         |         |         |         |         |         |         |
|  | 4             | 4             | Crailsheim    | 68            | 85            | 95            | 75            | Crailsheim | 109       | 97         | 97         | 111        |            |            |            |            |  |  |         |         |         |         |         |         |         |
|  | 4             |               |               |               |               |               |               |            | 109       | 97         | 97         | 111        |            |            |            |            |  |  |         |         |         |         |         |         |         |
|  | 5             | Paderborn6    | 91            | 95            | 100           | 77            |               |            |           |            |            |            |            |            |            |            |  |  |         |         |         |         |         |         |         |
|  |               |               |               |               |               |               |               | 2          | Kirchheim | 88         | 73         |            |            |            |            |            |  |  |         |         |         |         |         |         |         |
|  |               | 1             | Weißenfels    | 82            | 81            |               |               |            |           |            |            |            |            |            |            |            |  |  |         |         |         |         |         |         |         |
|  | 3             | Chemnitz      | 77            | 72            | 74            | 83            |               |            |           |            |            |            |            |            |            |            |  |  |         |         |         |         |         |         |         |
|  | 6             | Düsseldorf    | 68            | 75            | 83            | 92            |               |            |           |            |            |            |            |            |            |            |  |  |         |         |         |         |         |         |         |
|  | 6             | Düsseldorf    | 68            | 75            | 83            | 92            | 2             | Kirchheim  | 98        | 75         | 76         |            |            |            |            |            |  |  |         |         |         |         |         |         |         |
|  |               |               |               |               |               |               |               | Kirchheim  | 98        | 75         | 76         |            |            |            |            |            |  |  |         |         |         |         |         |         |         |
|  |               | 6             | Düsseldorf    | 79            | 61            | 72            |               |            |           |            |            |            |            |            |            |            |  |  |         |         |         |         |         |         |         |
|  | 2             | 6             | Düsseldorf    | 79            | 61            | 72            | Kirchheim     | 105        | 81        | 98         |            |            |            |            |            |            |  |  |         |         |         |         |         |         |         |
|  | 2             |               |               |               |               |               |               |            | 81        | 98         |            |            |            |            |            |            |  |  |         |         |         |         |         |         |         |
|  | 7             | Essen         | 86            | 78            | 88            |               |               |            |           |            |            |            |            |            |            |            |  |  |         |         |         |         |         |         |         |

5 Das Finale wurde im Modus Hin- und Rückspiel ausgetragen, bei dem die besser platzierte Mannschaft nach der Hauptrunde im Rückspiel Heimrecht hatte, so dass die schlechter platzierte Mannschaft im Hinspiel zuerst zu Hause antreten musste.

6 Paderborn und Crailsheim tauschten ab dem zweiten Spiel das Heimrecht, so dass erst das dritte Spiel der Play-off-Serie in Paderborn stattfand.

## Führende der Spielerstatistiken
| Kategorie    | Spieler                                 | Team                                              | Einzelspiel | Gesamt      | ⌀*             |
| ------------ | --------------------------------------- | ------------------------------------------------- | ----------- | ----------- | -------------- |
| Punkte       | Aubrey Reese Martin Samarco             | Giants Düsseldorf BG Karlsruhe                    | 43 33       | 447 581     | 17,9 20,8      |
| Rebounds     | Evan Harris Devin Uskoski Justin Howard | Cuxhaven BasCats Kirchheim Knights BG Karlsruhe   | 22 17 19    | 124 290 258 | 7,3 8,1 10,3   |
| Assists      | Ahmad Smith                             | Kirchheim Knights                                 | 181         | 233         | 6,7            |
| Steals       | Cedric Brooks Gary Johnson              | Kirchheim Knights Chemnitz Niners                 | 82 8        | 64 70       | 1,8 2,2        |
| Blocks       | Dmitri Tscheremnych Ryan DeMichael      | Saar-Pfalz Braves Nürnberger BC                   | 7 5         | 26 38       | 1,6 1,4        |
| Effektivität | Darryl Webb Devin Uskoski Justin Howard | Crailsheim Merlins Kirchheim Knights BG Karlsruhe | 483 36 41   | 575 683 514 | 16,4 19,0 20,6 |

* In der Spalte Durchschnitt wurden nur Bestwerte von Spielern berücksichtigt, die mehr als die Hälfte der Saisonspiele absolviert hatten.

1 Dieser Bestwert wurde im ersten Finalspiel am 4. Mai 2012 in den Play-offs erzielt. Der Bestwert der regulären Spielzeit waren 12 Assists von Jamar Diggs (webmoebel Baskets) am vierten Spieltag.

2 Brooks erzielte acht Ballgewinne in gut 32 Minuten Spielzeit, Johnson brauchte im ersten Play-off-Viertelfinalspiel knapp 37 Minuten Spielzeit für seine acht Ballgewinne.

3 Dieser Bestwert wurden im vierten Viertelfinalspiel am 13. April 2012 in den Play-offs erzielt. Der Bestwert der regulären Spielzeit war 46 von Gary Johnson (Chemnitz Niners) am 13. Spieltag, als er den einzigen Triple-Double der Spielzeit erzielte.

## Ehrungen 2011/12

### Spieler des Monats
- Oktober: Justin Stommes (SG, , webmoebel Baskets)
- November: Evan Harris (SF, , Cuxhaven BasCats)
- Dezember: Gary Johnson (PG, , Chemnitz Niners)
- Januar: Martin Samarco (SG, , BG Karlsruhe)
- Februar: Chris Alexander (PG, , ETB Wohnbau Baskets)
- März: Devin Uskoski (PF, , Kirchheim Knights)

### Youngster des Monats
- Oktober:  Kevin Bright (SF, , Ehingen Steeples)
- November: Paul Zipser (PG, , USC Heidelberg)
- Dezember: Akeem Vargas (SG, , Ehingen Steeples)
- Januar: Jusuf El-Domiaty (PG, , Cuxhaven BasCats)
- Februar: Ole Wendt (PG, , webmoebel Baskets)
- März: Johannes Voigtmann (C, , Science City Jena)

### Awards 2012
Die Gewinner des Auszeichnungen für die gesamte Spielzeit wurden am 4. Mai 2012 bekannt gegeben.
- Spieler des Jahres: Arizona Reid (SF, , Mitteldeutscher BC)
- Youngster des Jahres: Jusuf El-Domiaty (PG, , Cuxhaven BasCats)
- Trainer des Jahres: Silvano Poropat (, Mitteldeutscher BC) und Felix Schreier (, Chemnitz Niners)